# Şahvəlilər
Şahvəlilər è un comune dell'Azerbaigian situato nel distretto di Bərdə. Conta una popolazione di 1.020 abitanti.